# Феодор (Димитриу)
Митрополи́т Фео́дор (греч. Μητροπολίτης Θεόδωρος; в миру Анто́ниос Димитри́у, греч. Αντώνιος Δημητρίου; род. 1953, Ираклион, Крит) — епископ Александрийской православной церкви, митрополит Илиопольский, ипертим и экзарх Среднего Египта.

## Биография
В августе 1970 года в храме Святого Фануриоса в Ираклионе архиепископ Критский Евгений (Псалидакис) посвятил его в чтецы. 23 августа 1975 года был рукоположён в монашество в Монастыре Превели митрополитом Ламбисским, Сивритосским и Сфакийским Феодором (Дзедакисом). 31 августа 1975 года там же архиереем он был рукоположён в сан диакона, а 21 сентября 1975 года — в сан священника.
Он служил в Ламбийской, Сивритской и Сфакийской митрополии в качестве проповедника, архиепископского эпитропа и отвечал за духовную, проповедническую и катехизаторскую работу, а также в качестве протосинкелла. В апреле 1978 года он был удостоен звания синкелла. В октябре 1979 года он был возведен в сан архимандрита, а в декабре того же года ему был он был назначен духовником.
В 1985 году успешно окончил богословский факультет Афинского университета.
Он занимал должности вице-президента школы-интерната для девочек «Панагия Ламбини», президента по управлению имуществом паломнического центра «Панагия Элеуса» в округе Амари и заведующего сектором по сбору средств Греческого Красного Креста на Крите. На него также были возложены обязанности вице-президента Совета по управлению монастырским имуществом префектуры Ретимно в соответствии с решением префектуры Ретимно. В 1986 году Священным синодом Критской церкви он был назначен членом комиссии по борьбе с еретиками. Он является одним из основателей ассоциаций друзей горы Афон в Ираклионе, Крит, паломников и подписчиков Святой земли, а также Христианского союза Ираклиона «Апостол Павел».
В 1999 году он получил сан архимандрита Вселенского престола. В 2004 году он был единогласно зарегистрирован Советом настоятелей Святого монастыря Панагия Агаратос в качестве брата.
1 февраля 1991 по 2006 год служил настоятелем Никольского храма в Новом Галикарнасе города Ираклиона, одновременно возглавляя религиозную тюремную службу архиепархии.
В 1999 году он получил сан «архимандрита Вселенского престола» от патриарха Константинопольского Варфоломея по представлению Архиепископа Критского Тимофея.
В 2004 году он был единогласно зарегистрирован Духовным советом Монастыря Панагия Агаратос в качестве её брата.
В 2006 году перешёл в клир Александрийской православной церкви и 1 ноября того же года был избран епископом новосозданной Мозамбикской епархии.
27 ноября того же года в Патриаршем соборе святого Саввы в Александрии состоялась его епископская хиротония, которую совершили: Патриарх Александрийский Феодором II, митрополит Иринопольский Димитрий (Захаренгас), митрополит Аркалохорский Андрей (Нанакис) (Константинопольская православная церковь), епископ Колвезский Мелетий (Григориатис), епископ Канопский Спиридон (Милиотис) и епископ Нилопольский Геннадий (Стандзиос).
28 января 2007 года в Архангельском соборе города Мапуту состоялось его настолование.
6 октября 2009 года решением Священный Синод Александрийской Православной Церкви был почислен на покой по состоянию здоровья и назначен титулярным митрополитом Илиопольским.
23 ноября 2013 года Илиопольская епархия получила статус действующей митрополии, в связи с чем митрополит Феодор становится её правящим епископом.